# Stictonaclia marojejyensis
Stictonaclia marojejyensis là một loài bướm đêm thuộc phân họ Arctiinae, họ Erebidae.